# Campanile Alberto
Il campanile Alberto è un campanile adiacente alla chiesa di San Giovanni Maggiore, a circa tre chilometri di distanza da Borgo San Lorenzo; risale all'anno Mille.

## Storia
Il campanile deve il suo nome al mecenate Aliberto Quarquagli Gigliolini, di origine fiorentina, che ne finanziò la costruzione.

## Descrizione
A base quadrata, circa dalla metà della sua altezza di 23 metri la sezione diventa ottagonale. Ogni lato dell'ottagono ospita tre finestre monofore e culmina con un tetto spiovente realizzato con tegole rosse.